# Acantholipes regularis
Acantholipes regularis is een vlinder van de familie van de spinneruilen (Erebidae), van de onderfamilie van de Erebinae. De wetenschappelijke naam van deze soort is voor het eerst voorgesteld als Noctua regularis door Jacob Hübner in een publicatie uit 1813.

## Verspreiding
De soort komt voor in Israël, Palestina, Syrië, Irak, Iran en Saudi-Arabië.

## Waardplanten
De rups leeft op Zoethout (Glycyrrhiza glabra) (Fabaceae).